# Svirsk
Svirsk (en russe : Свирск) est une ville de l'oblast d'Irkoutsk, en Russie, dans le raïon de Tcheremkhovo. Sa population s'élevait à 12 686 habitants en 2021.

## Géographie
Svirsk est située sur la rive gauche du réservoir de Bratsk sur l'Angara, à 150 km au nord-ouest d'Irkoutsk. 

## Histoire
Depuis la première moitié du XVIe siècle, il y avait à l'emplacement de la ville actuelle la localité de Svirskaïa. Dans les années 1930, furent mis en service une usine d'accumulateurs et un port sur la rivière Angara pour transborder le bois et le charbon de la zone de Tcheremkhovo. La localité reçut le statut de commune urbaine en 1939. Pendant la Seconde Guerre mondiale, une usine d'accumulateurs fut transférée de Leningrad à Svirsk. La localité se développa et reçut le statut de ville le 16 novembre 1949 en même temps que son nom actuel.

## Population
Recensements ou estimations de la population :
| 1939  | 1959   | 1970   | 1979   | 1989   | 2002*  |
| ----- | ------ | ------ | ------ | ------ | ------ |
| 9 882 | 21 186 | 20 477 | 21 793 | 19 214 | 15 500 |

| 2006   | 2010*  | 2012   | 2013   | 2014   | 2015   |
| ------ | ------ | ------ | ------ | ------ | ------ |
| 14 712 | 13 650 | 13 351 | 13 103 | 13 144 | 13 194 |

| 2016   | 2017   | 2018   | 2019   | 2020   | 2021   |
| ------ | ------ | ------ | ------ | ------ | ------ |
| 13 127 | 13 110 | 12 945 | 12 779 | 12 750 | 12 686 |

## Économie
La principale entreprise de la ville est l'usine d'accumulateurs pour automobiles OAO Vostsibelement (ОАО Востсибэлемент).

## Transports
Swirsk est raccordée à la gare de Tcheremkovo et au Transsibérien par un embranchement de 20 km, pour les marchandises seulement.